# NK Vinogradar Čepelovac
NK Vinogradar je nogometni klub iz Čepelovca, naselja u gradu Đurđevcu.

## Povijest
Nogometni klub Vinogradar Čepelovac osnovan je 15. lipnja 2005. godine.
Klub se trenutačno natječe u 4. ŽNL koprivničko-križevačkoj.